# Mydaea pogonoides
Mydaea pogonoides este o specie de muște din genul Mydaea, familia Muscidae. A fost descrisă pentru prima dată de John Otterbein Snyder în anul 1949.
Este endemică în Washington. Conform Catalogue of Life specia Mydaea pogonoides nu are subspecii cunoscute.